# Фортуна — это женщина
«Фортуна — это женщина» (англ. Fortune Is a Woman), в американский прокат фильм вышел под названием «Она играла с огнём» (англ. She Played With Fire) — британо-американская криминальная драма режиссёра Сидни Гиллиата, которая вышла на экраны в 1957 году.
Фильм основан на романе Уинстона Грэма «Фортуна — это женщина» (англ. Fortune Is a Woman) (1953) и рассказывает о страховом следователе Оливере Бранвелле (Джек Хокинс), который оценивает ущерб от небольшого пожара в загородной усадьбе Трейси Мортона (Деннис Прайс), обнаруживая, что женой Прайса является его бывшая возлюбленная Сара (Арлин Дал). В ходе пожара наносится непоправимый ущерб ценной картине Боннингтона, которую некоторое время спустя Оливер видит в доме у одного из своих клиентов. Оливер подозревает, что, возможно, речь идёт о мошенничестве, подозревая в этом Сару и её мужа. Так как в нём вновь проснулась любовь к Саре, Оливер не сообщает о своих подозрениях властям, продолжая собственное расследование. Прибыв в особняк для анализа картин на предмет их подлинности, Оливер обнаруживает там труп Трейси. В этот момент начинается крупный пожар, который уничтожает усадьбу. Получив доказательства непричастности Сары к этим преступлениям, Оливер делает ей предложения, и вскоре они женятся. Впоследствии Оливеру удаётся разоблачить аферу с подделками картин, которой занимался кузен Трейси, а также вскрыть умысел Трейси, который устроил поджог усадьбы ради получения страховки.
Фильм имел большой успех в Великобритании, однако в США прошёл достаточно незаметно, так был выпущен в прокат как фильм категории В. Вместе с тем, отзывы на фильм как после его выхода на экраны, так и позднее, были позитивными. Отмечалось, в частности, что это весьма захватывающий детектив в стиле Хичкока с увлекательными сюжетными поворотами, надлежащей готической атмосферой и неожиданной концовкой.

## Сюжет
Фильм начинается эпизодом сна, в котором тикающий метроном превращается в дворники на лобовом стекле спортивного автомобиля, который едет среди ночи в сильный дождь. Машина останавливается перед большим готическим особняком. Некто входит внутрь особняка и проходит к месту, где над камином висит картина с изображением этого дома. Камера наводится на дверь дома на картине. В этот момент Оливер Бранвелл (Джек Хокинс) просыпается. После этого Оливер, который является оценщиком и следователем страховой компании «Аберкромби», вспоминает события, которые произошли с ним на второй год его работы в компании.
В канун Рождества его босс Майкл Аберкромби (Джеффри Кин) экстренно направляет Оливера в усадьбу Лоис Мэнор, чтобы оценить размер ущерба, вызванного пожаром в особняке. У порога дома Оливера встречает владелец усадьбы Трейси Мортон (Деннис Прайс), который знакомит его со своим кузеном и соседом Клайвом Фишером (Иэн Хантер). Затем Трейси показывает Оливеру место пожара, говоря, что ничего особенно не пострадало, и он бы даже не стал обращаться в страховую компанию, если бы не картина. Он показывает обгоревшее полотно с изображением особняка, которое, по его словам, принадлежит кисти Боннингтона и стоит больших денег. Судя по внешнему виду, картина не подлежит восстановлению. Когда Оливер производит оценку стоимости ущерба, к нему обращается мать Трейси, пожилая миссис Мортон (Вайолет Фейрбразер), предлагая свои услуги. Когда после завершения работы Оливер спускается в гостиную, Трейси знакомит его со своей женой Сарой (Арлин Дал), которая занимается дизайном женского платья. По быстрому обмену взглядами между ними становится ясно, что Оливер и Сара были когда-то близко знакомы. Пять лет назад у них был в Гонконге роман, однако с тех пор они не встречались. Сара даёт Оливеру понять, что не хотела бы, чтобы её муж узнал об этом. Учитывая позднее время, Трейси уговаривает Оливера остаться на ужин, в ходе которого между ними устанавливается дружеский контакт. Страховая компания возмещает Трейси стоимость ущерба от пожара. Несколько дней спустя Оливер неожиданно подходит к Саре перед её лондонским офисом, предлагая выпить с ним кофе. Хотя Оливер по-прежнему неравнодушен к Саре, он обвиняет её в том, что она ушла от него, резко оборвав все контакты. Она объясняет, что вынуждена была так поступить, так как могла скомпрометировать его, поскольку её отцу угрожали судебным преследованием за выдачу необеспеченных чеков. Позднее и Оливер, и Сара оказались слишком горды, чтобы сделать первый шаг и возобновить отношения. Оставшись одна, Сара познакомилась с Трейси и вышла за него замуж, хотя и не любит его.
Через несколько месяцев после встречи с Сарой фирма направляет Оливера уговорить капризную кинозвезду Чарльза Хайбери (Кристофер Ли), известного как «Поющий шахтёр», который из-за синяка под глазом отказывается работать. Киностудия предполагает, что он просто решил отдохнуть от работы месяц за счёт страховки. Актёр говорит Оливеру, что синяк получил в результате несчастного случая, после чего отказывается с ним разговаривать и выпроваживает его из своего кабинета. Уходя, Оливер слышит, как Чарльз разговаривает по телефону с некой Вир Литчен (Грета Гюнт), догадываясь, что у них может быть тайный роман. В телефонном справочнике Оливер находит адрес Вир и приходит к ней с визитом. Вир оказывается привлекательной бездельницей, которая увлекается мужчинами и сразу же начинает заигрывать с Оливером. В спальной Вир Оливер неожиданно для себя видит картину точно с тем же изображением, как на той, что пострадала при пожаре в особняке Трейси. Вир рассказывает ему, что однажды они остались наедине в квартире Чарльза, однако в этот момент вернулась его жена, которая и поставила ему синяк под глазом. Оливер возвращается к Чарльзу, и на основании слов Вир о происхождении синяка убеждает актёра вернуться к работе, так как тот не сможет рассчитывать на страховку.
Несколько месяцев спустя в офисе Оливера появляются Клайв и Трейси, у которого начался сильный приступ астмы. Трейси говорит, что договорился пойти с Сарой в театр, однако по состоянию здоровья не сможет добраться до театра. Он отдаёт билеты Оливеру, и просит его встретить Сару у театра и в случае желания, сходить с ней на представление. После окончания спектакля Оливер и Сара попадают под проливной дождь, и он приглашает Сару зайти к нему домой, чтобы обсохнуть. Там Сара между делом спрашивает Оливера, как лучше устроить пожар. Он в свою очередь спрашивает, любит ли она своего мужа, на что Сара отвечает, что Трейси нуждается в ней. Между Оливером и Сарой вновь пробуждаются романтические чувства, и они целуются. Затем Оливер отвозит её домой, где Трейси уговаривает его остаться на ночь. На следующий день Сара отправляется с Оливером на прогулку по усадьбе. Во время прогулки он узнаёт вид на особняк, изображённый на картине у Вир, а также на той, которая была уничтожена при пожаре. По возвращении в город Оливер приходит с этим вопросом к Вир. Там его встречает Уиллис Крофт (Джон Филлипс), богатый американец и жених Вир, которому, как выясняется, принадлежит и квартира, и всё её содержимое, включая картину. Уиллис убеждён, что у него висит подлинный Боннингтон. Когда по просьбе Оливера Уиллис описывает женщину, которая продала ему картину, Оливер понимает, что это была Сара. Заподозрив аферу с подделками, Оливер обращается к специалисту, который показывает ему несколько основных способов, с помощью которых можно отличить подлинник картины от подделки.
Тем временем Трейси, Сара и миссис Мортон решают уехать из Лоис Мэнор на то время, пока в особняке будут вестись ремонтные работы после пожара. Узнав об этом, Оливер ночью приезжает в пустой дом, чтобы выяснить, являются ли картины в коллекции Трейси подлинниками. В полной темноте Оливер с помощью фонарика он поднимается на второй этаж, где осматривает картины из коллекции Трейси, выясняя, что это подделки. Рассматривая картины, Оливер спотыкается о труп Трейси у самой лестницы и видит сломанные перила на втором этаже, через которые он упал и разбился. Пройдя немного, он обнаруживает непотушенный окурок сигареты в пепельнице. В этот момент он замечает, что из-под двери в подвал идёт дым. Открыв дверь, они видит, что в подвале начался пожар примерно таким способом, как он это описывал Саре. Оливер пытается потушить пожар с помощью огнетушителя, но ему это не удаётся. В последний момент он от лица Трейси сообщает о пожаре в полицию, после чего выбирается из дома. Убегая, он слышит приближающиеся звуки сирен пожарных машин.
По возвращении домой Оливер впадает в тот самый беспокойный сон, в котором он видел, как приезжает в усадьбу и видит там картину. Его будит телефонный звонок Майкла Аберкромби, который сообщает о том, что особняк Лоис Мэнор сгорел при пожаре, в котором погиб также Трейси. Майкл просит Оливера заняться расследованием этого пожара, однако тот под предлогом травмы лодыжки отказывается. В действительности, он подозревает, что это Сара подменила картины и устроила пожар, чтобы скрыть следы преступления, однако не может заниматься этим расследованием из-за любви к ней. Некоторое время спустя страховая компания удовлетворяет страховые требования Сары на сумму 30 тысяч фунтов. Узнав, что она является единственной наследницей страхового полиса Трейси, Оливер ещё более укрепляется в своих подозрениях относительно Сары. Вскоре Сара совершенно неожиданно приходит к Оливеру, пытаясь объясниться и примириться с ним. Однако Оливер обвиняет её в том, что это она устроила пожар и продала картину Крофту. Когда Сара в негодовании выбегает, Оливер решает перепроверить свои выводы. Он направляется на встречу с Крофтом, чтобы показать ему фотографию Сары. Крофт однако заявляет, что Сара — это не та женщина, которая продала ему картину. После этого Оливер приносит Саре свои извинения, и они примиряются. Узнав о мошенничестве со страховкой на картину, Сара настаивает на том, чтобы вернуть полученную за неё выплату страховой компании. Оливер делает ей предложение, и в день своей свадьбы они отправляются провести медовый месяц во Францию. Перед отъездом они приезжают в офис Майкла Аберкромби, чтобы вернуть ему чек. Однако Майкла не оказывается на месте, и по предложению Оливера они отправляются в свадебное путешествие, решая вернуть деньги после своего возвращения.
Во Франции Сара получает письмо с перстнем Трейси, который Оливер видел на его трупе перед пожаром, однако Сара опасается, что Трейси жив и преследует её. Пара немедленно прерывает медовый месяц и возвращается в Лондон. Вскоре после возвращения с Сарой связывается некий мистер Джером (Бернард Майлс), который заявляет, что у его клиента есть доказательства того, что пожар в Лоис Мэнор возник в результате умышленного поджога. За своё молчание клиент Джерома требует половину суммы страховой выплаты, а именно 15 тысяч фунтов. Джером назначает Саре встречу этим вечером, чтобы получить ответ. Когда шантажист не приходит, Сара, чтобы осмотреться на улице, решает прогуляться со своим пуделем. В этот момент неожиданно появляются сержант Барнс (Майкл Гудлифф) и детектив констебль Уотсон (Мартин Лейн) допрашивают Оливера по поводу пожара. У Оливера складывается впечатление, что полиция подозревает его и Сару в организации пожара, и, как он полагает, что если он сейчас вернёт чек страховой компании, это вызовет только дополнительные подозрения. На следующий день Джером звонит Оливеру в его офис, и назначает новую встречу этим вечером у оркестровой сцены в парке. Сара и Оливер прячутся в парке, и следят за Джеромом. Когда он, не дождавшись их, уходит, они следят за ним, доходя до его дома. Дверь в дом им открывает женщина, по приметам похожая на Сару, которую зовут Амброзин (Патриция Мармонт). Внутри Сара и Оливер видят множество картин, написанных Амброзин, которые являются копиями работ известных художников. Амброзин признаётся, что это она продала Боннингтона Крофту, после чего в квартире появляется Клайв. Он рассказывает, что разработал схему подмены подлинных картин подделками и последующую продажу подлинников новым клиентам. Таким образом он поступил и с картиной Боннингтона, однако он категорически отрицает, что имел отношение к поджогу дома и к убийству Трейси. На это время у Клайва есть алиби, так как он был во Франции на конгрессе виноделов. Он узнаёт перстень Трейси, однако утверждает, что никому его не посылал. По возвращении домой Оливер и Сара обнаруживают, что пропал пудель, а Оливер находит в пепельнице знакомый непотушенный сигаретный окурок, который он затем тушит и убирает в нагрудный карман пиджака.
На следующий день Оливера вызывают в офис Аберкромби. У кабинета своего босса Оливер встречает детектива Барнса, предполагая, что тот мог обвинить его в мошенничестве со страховками. Оливер заходит в кабинет Майкла, отдаёт ему чек Сары, после чего признаётся, что был в особняке в момент возникновения пожара, однако к организации пожара и мошенничеству с картинами он отношения не имеет. Майкл отвечает, что детектив его не подозревает и пришёл с совершенно другими вопросами. Тем временем дома Сара находит в кармане пиджака Оливера знакомый сигаретный окурок. Она немедленно собирается и уезжает, оставив Оливеру записку о том, что уехала в Лоис Мэнор. По возвращении домой Оливер читает записку, после чего немедленно направляется в усадьбу. Пройдя через сгоревший холл, Оливер направляется на лай пуделя в не пострадавшее от огня крыло. Там он видит Сару, которая допрашивает миссис Мортон. Пожилая дама признаётся, что подозревала, что её сын намеревается провернуть страховое мошенничество, организовав ещё один пожар, в ходе которого особняк должен был сгореть. Она вернулась в особняк как раз в тот момент, когда Трейси устраивал поджог. Миссис Мортон пыталась его остановить, однако перевозбуждённый Трейси стал бегать по лестнице и срывать шторы, пока в конце концов не опёрся на ремонтировавшиеся перила. Сломав их, он упал вниз и разбился насмерть. Миссис Мортон опасалась, что Оливер и Сара рано или поздно обо всём догадаются, и чтобы надавить на них и отвезти от сына подозрения, она послала перстень Трейси во Францию, а затем похитила пуделя. Затем миссис Мортон пересказывает всю историю совету директоров страхового общества, обещая затем дать такие же показания в полиции. На совете директоров возникает спор о правомочности действий Оливера, который, не дожидаясь решения совета, объявляет о своей отставке. Однако когда он уходит, члены совета директоров останавливают его, уговаривая продолжить работу в фирме.

## В ролях
- Джек Хокинс — Оливер Бранвелл
- Арлин Дал — Сара Мортон
- Деннис Прайс — Трейси Мортон
- Вайолет Фейрбразер — миссис Мортон
- Иэн Хантер — Клайв Фишер
- Малколм Кин — старый Аберкромби
- Джеффри Кин — молодой Аберкромби
- Патрик Холт — Фред Коннор
- Джон Робинсон — Беркли Рекитт
- Майкл Гудлифф — сержант Барнс
- Мартин Лейн — детектив констебль Уотсон
- Бернард Майлс — мистер Джером
- Кристофер Ли — Чарльз Хайбери
- Грета Гюнт — Вир Литчен
- Джон Филлипс — Уиллис Крофт
- Патриция Мармонт — Амброзин

## Создатели фильма и исполнители главных ролей
Как написал историк кино Джереми Арнольд, британская кинематографическая команда в составе Фрэнка Лондера и Сидни Гиллиата работала вместе уже в течение десятилетий к тому моменту, когда они сделали этот фильм. Почти в течение сорока лет они специализировались на саспенсе и комедии, написав сценарии таких замечательных фильмов, как «Леди исчезает» (1938), «Ночной поезд в Мюнхен» (1940), «Миллионы таких, как мы» (1946), «Красотки Сент-Триниана» (1954) и «Зелёный человек» (1956). Они также иногда продюсировали и ставили фильмы по собственным сценариям. В данном случае режиссёром выступил Гиллиат. Как режиссёр Сидни Гиллиат поставил такие картины, как «Похождения мота» (1945), «Зелёный — значит опасность» (1946), «Лондон принадлежит мне» (1948), «Государственная тайна» (1950) и «Только для двоих» (1962).
Влиятельная американская колумнистка Луэлла Парсонс однажды написала, что было всего три актрисы в Голливуде, которые были настолько красивы от природы, что могли сниматься без грима — Элизабет Тейлор, Ава Гарднер и Арлин Дал. Однако, по словам Арнольда, после этого фильма Дал появлялась на киноэкране лишь спорадически, так как она развернула свою карьеру в ином направлении и стала в большей степени выступать как автор статей и книг о здоровье и красоте. На самом деле, когда она работала над этим фильмом, она уже публиковала статьи в собственной колонке трижды в неделю. Среди 34 фильмов, в которых за свою карьеру сыграла Дал, наиболее заметны «Господство террора» (1949), «Место преступления» (1949), «Три маленьких слова» (1950), «Без лишних вопросов» (1951) и «Оттенок алого» (1956).
Британский актёр Джек Хокинс сыграл главные и значимые роли во многих признанных фильмах, среди которых «Жестокое море» (1953), «Мост через реку Квай» (1957) «Бен-Гур» (1959) «Лоуренс Аравийский» (1962) и «Зулусы» (1964).

## История создания и проката фильма
Фильм делался под рабочим названием «Фортуна — это женщина» (англ.  Fortune Is a Woman). Под этим же названием фильм вышел в британский прокат.
Перед вступительными титрами на экране появляется изображение метронома, которое растворяется в изображении автомобильных дворников, сметающих дождь с лобового стекла. Этот и следующие кадры сделаны с точки зрения водителя. Машина проезжает по длинной подъездной дорожке усадьбы Лоис Мэнор и останавливается у дверей. Дверь открывается, камера въезжает внутрь и останавливается на картине с пейзажем. Затем водитель видит свисающую руку распростертого на лестнице тела мужчины. В этот момент герой фильма пробуждается от своего кошмара. Затем идут вступительные титры.
Фильм местами содержит закадровый комментарий, который произносит от имени своего персонажа актёр Джек Хокинс.
Съёмки фильма проходили на киностудии «Шеппертон» в Суррее рядом с Лондоном, а также в Лондоне и его окрестностях. Некоторые эпизоды снимались непосредственно в страховой компании Lloyd’s of London.
Фильм находился в производстве с 6 сентября по 20 ноября 1956 года.
Перваоначально фильм вышел в Великобритании весной 1957 года под названием «Фортуна — это женщина». Весной 1958 года студия Columbia Pictures переименовала фильм для американского проката в «Она играла с огнём». При прокате в США студия поставила фильм в нижнюю часть сдвоенных киносеансов как менее значимый фильм, и потому большая часть американских кинокритиков не обратила на него внимания. Плохой приём фильма в США режиссёр Сидни Гиллиат отнёс на счёт того, что он назвал «паршивым названием». Ему не нравилось и британское название, и он хотел назвать фильм «Красное небо в ночи» (англ. Red Sky at Night), но к тому времени, когда он придумал это название, было уже поздно что-либо менять.

## Оценка фильма критикой

### Общая оценка фильма
Как написал Арнольд, «отзывы на фильм британской прессы были очень сильными». В США журнал Variety в своей рецензии посчитал фильм «немного чересчур запутанным из-за своего сложного сюжета, но в целом всё равно успешным, с выдающейся актерской игрой». Как было отмечено в рецензии, «Джек Хокинс, один из самых стабильных актёров Британии, создаёт полностью убедительный и сильный образ страхового агента, который слишком долго молчит. Это неизменно надёжная игра».
Современный кинокритик Брюс Эдер назвал картину «сдержанным маленьким фильмом нуар, который тем не менее наполнен всевозможными маленькими сюрпризами». Для фильма нуар он «немного легковат, и порой он как будто бы задумывается над тем, быть ли ему преемником „Двойной страховки“ Билли Уайлдера или „Леди исчезает“ Альфреда Хичкока (соавторами сценария второго фильма были Фрэнк Лондер и Сидни Гиллиат)». Как далее пишет Эдер, тем не менее, в фильме «достаточно зловещих и тревожных моментов, особенно в середине фильма, когда персонаж Джека Хокинса начинает обыскивать особняк, не осознавая, что он подожжён, что должно привлечь интерес поклонников жанра». Кроме того, по мнению Эдера, «развязка становится настоящим сюрпризом, во много благодаря многослойному развитию сюжета, начиная примерно с первой трети фильма». Суммируя своё мнение, Эдер пишет: «Это не вполне шедевр, но это занимательное и приятное развлечение от пары кинематографистов, которые в равной степени занимались комедиями, триллерами и драмами».
Историк кино Уильям К. Эверсон написал, что фильм смотрится как «эхо раннего Хичкока и Агаты Кристи в то время, когда триллеры начали становиться более серьёзными… и когда изящество и трюки Джеймса Бонда были уже недалеко. Он всё ещё старомодный, но… это стало даже достоинством. Это скорее традиционный, чем клишированный, уютный, цивилизованный, ненасильственный, но довольно захватывающий детектив».
Деннис Шварц назвал картину «прекрасной традиционной мелодрамой в стиле нуар», в которой зрителю предлагают решить, является ли прекрасная Арлин Дал поджигательницей. Как отметил Шварц, «всё это приводит к старомодной хичкоковской детективной истории о пожарах, мошенничестве, шантаже и краже произведений искусства, подлоге и романе, где страховой следователь рискует потерять репутацию и карьеру, если не доведёт дело до конца».
По словам Арнольда, «это захватывающая, детективная мелодрама в стиле нуар», которая «пропитана атмосферой и мрачностью Лондона и его окрестностей… Это полная неожиданных сюжетных поворотов готическая история о пожарах, мошенничестве, шантаже, воровстве и любви».

### Оценка актёрской игры
Актёрская игра получила в целом высокую оценку. Так, по мнению Эдера, Джек Хокинс пребывает «полностью в своей стихии в роли человека, главные „недостатки“ которого — это чрезмерный романтизм и желание не нанести людям вреда». Арлин Дал, со своей стороны, «неожиданно хороша в роли, которая заставляет нас гадать на протяжении двух третей фильма, является она преступницей или нет». Кроме того, критик отмечает игру Бернарда Майлса в роли агента шантажиста и «вкрадчивого» Иэна Хантера в роли мошенника с картинами.
Арнольд отметил, что «американская актриса Арлин Дал как обычно привлекает внимание в большей степени своей изысканной красотой, чем своей недооценённой игрой. Но в реальности, именно её игра является ключом к успеху фильма, когда она оставляет зрителей гадать до конца относительно её вины или невиновности».
Деннис Шварц обратил внимание также на будущую звезду хорроров студии Hammer Кристофера Ли, который «предлагает захватывающее зрелище в роли комично надменного валлийского оперного певца». В фильме снялись отец и сын в реальной жизни, актёры Малкольм и Джеффри Кины, которые сыграли отца и сына руководителей страховой фирмы, в которой работает главный герой.